# Elisabeth Mann Borgese

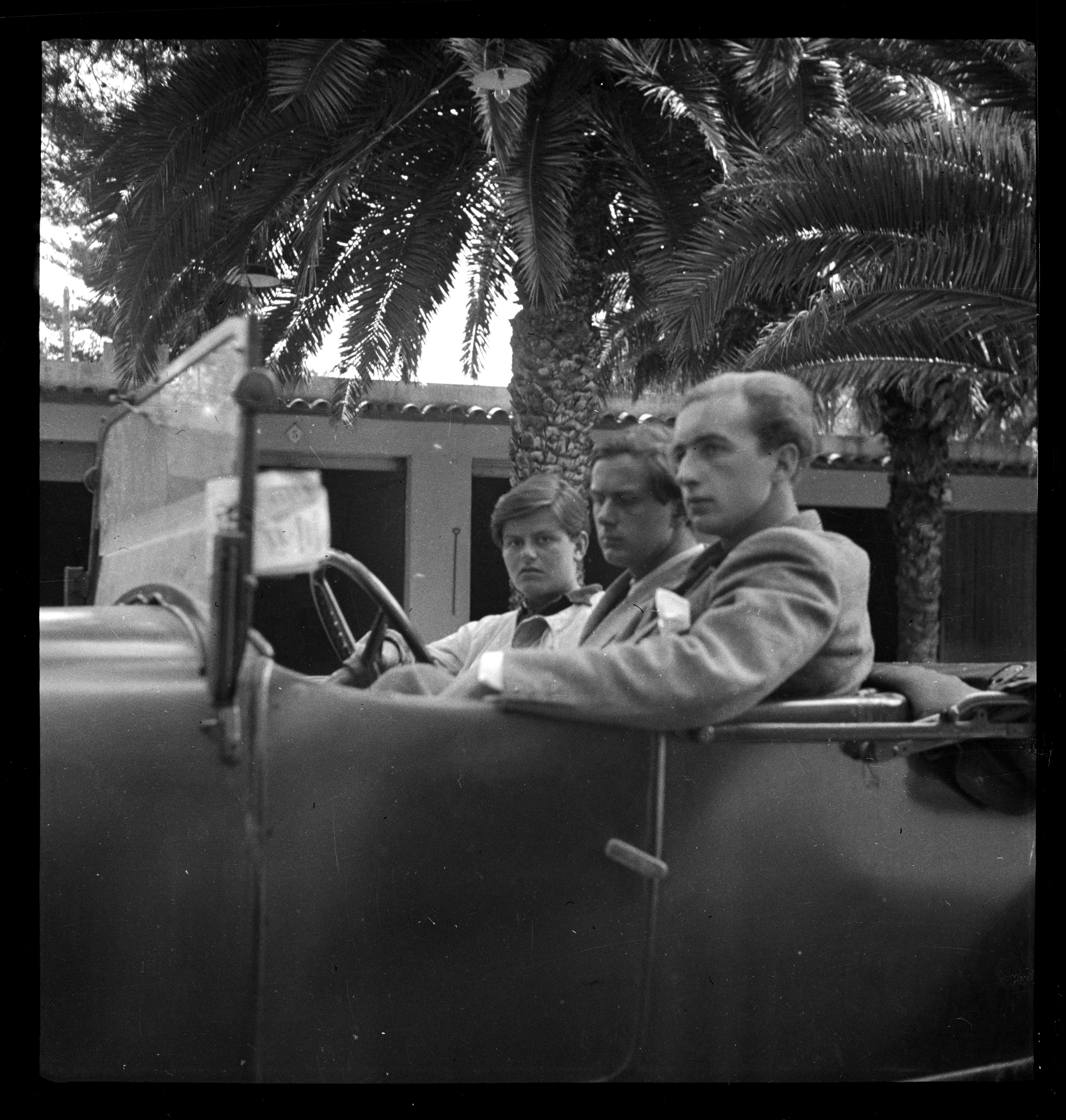
Elisabeth Mann und Bruder Michael Mann mit Begleiter in Bandol. Foto von Annemarie Schwarzenbach (1936)

Elisabeth Veronika Mann Borgese, C.M., (* 24. April 1918 in München; † 8. Februar 2002 in St. Moritz, Schweiz) war eine Seerechtsexpertin und Ökologin sowie Publizistin, Sachbuchautorin, Autorin von Erzählungen und Gründerin der wissenschaftlichen Zeitschrift Ocean Yearbook. Im Laufe ihres Lebens hatte sie vier Staatsbürgerschaften, die deutsche, die tschechoslowakische, die US-amerikanische und die kanadische. Charakteristisch für Mann Borgese war, dass sie sich unabhängig davon in allen Ländern zuhause gefühlt hat. Dass im internationalen Seerecht heute die Meere als schützenswertes und überlebenswichtiges Gemeingut angesehen werden, fußt auf Mann Borgeses Arbeiten ab Ende der 1960er Jahre. 1970 wurde sie Gründungsmitglied und erstes weibliches Mitglied des Club of Rome, und sie war maßgeblich an dem Seerechtsübereinkommen der Vereinten Nationen von 1982 beteiligt. Auch dass es seit 1996 einen Internationalen Seegerichtshof gibt, ist ihr zu verdanken.

## Leben

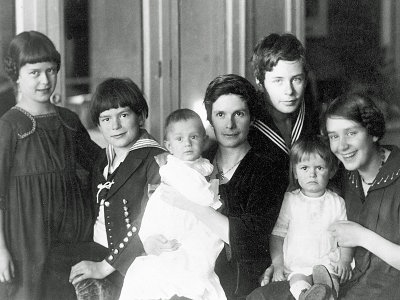
Katia Mann mit ihren sechs Kindern im Jahr 1919 (von links nach rechts: Monika, Golo, Michael auf dem Schoß von Katia, Klaus und Elisabeth auf dem Schoß von Erika Mann)

Elisabeth Mann wuchs als fünftes Kind und jüngste Tochter von Katia Mann geb. Pringsheim und Thomas Mann in München in großbürgerlichen Verhältnissen auf. Die Taufpaten waren der Literaturprofessor Ernst Bertram und der Schriftsteller Günther Herzfeld-Wüsthoff. Dort besuchte sie das Luisengymnasium. Elisabeth Mann gilt als das Lieblingskind ihres Vaters Thomas, der sie im Gesang vom Kindchen und als „Lorchen“ in der Novelle Unordnung und frühes Leid porträtierte. Als einziges der sechs Geschwister konnte sie von einer glücklichen Kindheit und einem Leben berichten, das nicht durch die Berühmtheit ihres Vaters belastet wurde.
1933 folgte sie ihren Eltern über Frankreich ins Schweizer Exil und machte 1935 am Freien Gymnasium in Zürich ihr Abitur. Mit fünfzehn Jahren verliebte sie sich unglücklich in Fritz Landshoff, den Freund und Verleger ihres Bruders Klaus, der ihre Liebe nicht erwiderte, während er ihre Schwester Erika sehr verehrte.
Im November 1936 erhielt Elisabeth Mann die tschechoslowakische Staatsbürgerschaft, kurz bevor das nationalsozialistische Regime ihr (zusammen mit ihren Geschwistern Golo und Michael und den beiden Eltern) die deutsche Staatsbürgerschaft aberkannte. 1937 machte Elisabeth Mann ihr Lehrexamen am Konservatorium Zürich, an dem sie sich zur Pianistin ausbilden ließ. 1938 siedelte sie mit den Eltern in das US-amerikanische Exil nach Princeton über. Am 23. November 1939 heiratete sie dort Giuseppe Antonio Borgese, den antifaschistischen Intellektuellen, Literaturprofessor und Schriftsteller. Er war 1931 aus dem faschistischen Italien emigriert und sechsunddreißig Jahre älter als sie. Sein Buch Der Marsch des Faschismus hatte sie schon fasziniert, bevor sie ihn im Haus ihrer Eltern kennenlernte. Ihre Pianistenlaufbahn gab sie nach der Eheschließung endgültig auf. Mit Borgese hatte sie die Kinder Angelica (* 1940) und Dominica (* 1944) und lebte in Chicago. 1941 erhielt sie die US-amerikanische, 1983 wählte sie die kanadische Staatsbürgerschaft.
Nach Kriegsende kehrte sie mit ihrer Familie in die Heimat ihres Mannes nach Florenz zurück. Borgese verstarb 1952 an einem Hirnschlag, und Mann Borgese wohnte mit den beiden Töchtern vorübergehend bei ihren Eltern, die sich zwischenzeitlich am Zürichsee in Kilchberg niedergelassen hatten. 

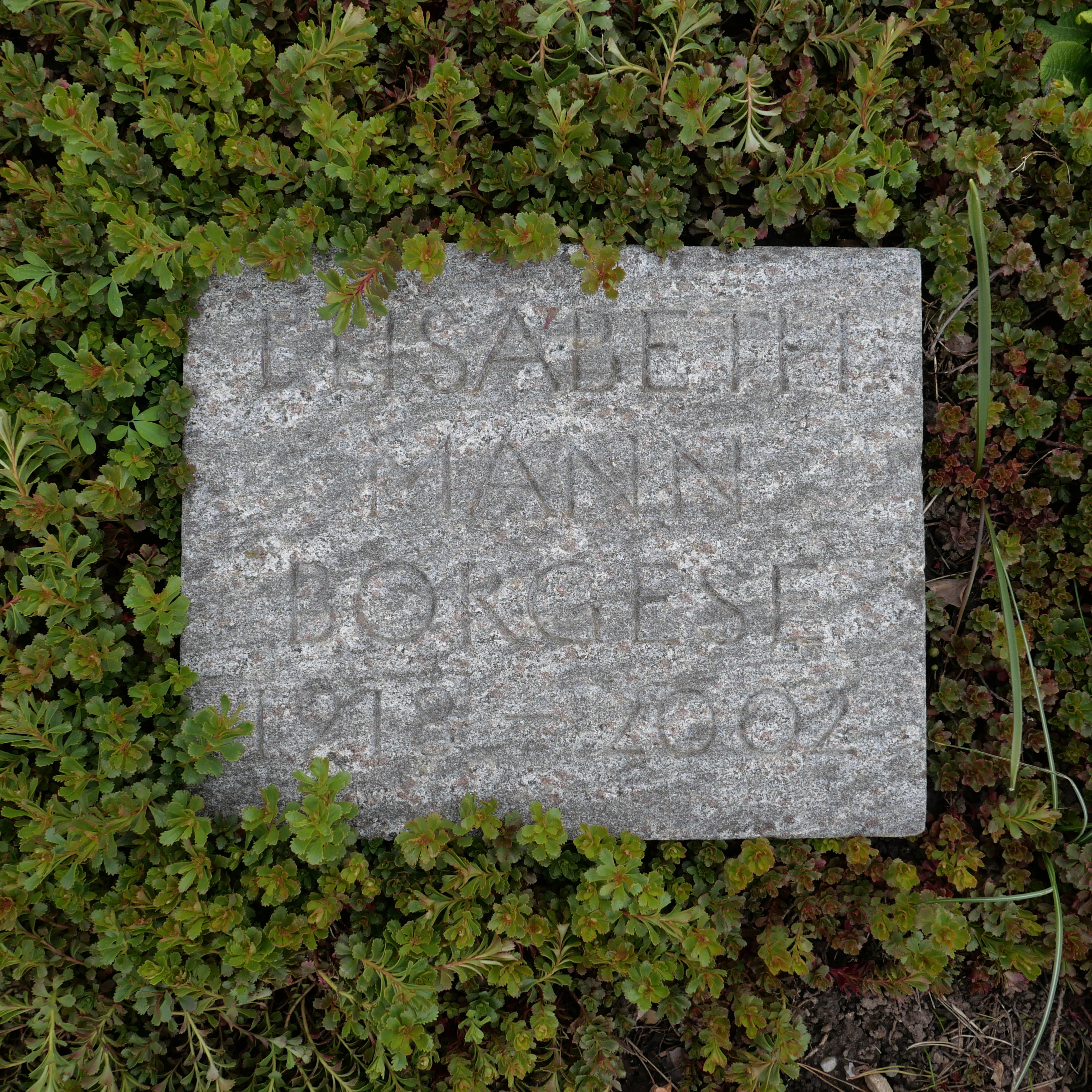
Mann Borgeses Grabstein

1953 kehrte sie nach Italien zurück und ließ sich in San Domenico bei Fiesole nieder. Der italienische Psychiater, Autor und Redaktionskollege Corrado Tumiati (1885–1967) wurde ihr Lebensgefährte für die nächsten Jahre. Ab 1955 bis zu dessen Tod wohnte Mann Borgese mit Tumiati zusammen in San Domenico und in Forte dei Marmi, wo sie sich ein Ferienhaus gebaut hatte. Von 1964 bis 1967 lebte Mann Borgese aus beruflichen Gründen abwechselnd in San Domenico und in Kalifornien, in Santa Barbara. 1967 lernte Mann Borgese dort Arvid Pardo kennen, den UN-Botschafter Maltas, der später ihr Lebensgefährte wurde.
Ab 1967 bis zu ihrem Tod 2002 war Mann Borgese beruflich weltweit unterwegs zu internationalen meerespolitischen Konsultationen, Institutsgründungen, Festlichkeiten und Ehrungen, ab 1978 neben ihrer Tätigkeit als Professorin für Internationales Seerecht in Kanada.
Elisabeth Mann Borgese starb mit 83 Jahren während eines Skiurlaubs im Engadin und wurde in Kilchberg bei Zürich im Familiengrab beigesetzt. Ihr Nachlass wurde an das Münchner Literaturarchiv Monacensia übergeben.

## Werk
In den 1940er Jahren arbeitete Mann Borgese als wissenschaftliche Mitarbeiterin im Komitee für eine Weltverfassung an der Universität von Chicago und wurde Präsidentin dieser Organisation. In den 1950er Jahren war sie als Übersetzerin tätig, unter anderem erschien 1954 ihre Übersetzung aus dem Deutschen ins Englische von Heinrich Schenkers Standardwerk Harmonielehre (Harmony) bei der University of Chicago Press. Als Redakteurin arbeitete Mann Borgese in diesen Jahren bei der italienischen Ausgabe der Kulturzeitschrift Perspectives (Prospetti) sowie beim Kulturmagazin Diogenes der UNESCO.
1963 publizierte Mann Borgese ihren wissenschaftlichen Essay Ascent of Woman (dt. Aufstieg der Frau – Abstieg des Mannes? 1965), das Ergebnis aus zwei Jahrzehnten Forschung. Darin befasst sich Mann Borgese fachlich interdisziplinär mit der Frage, wie sich aus ungeschlechtlichem Leben im Tierreich im Laufe der Zeit Geschlechter entwickelt haben. Mann Borgese nutzt diese Perspektive, um aufzuzeigen, wie bei Menschen Geschlechterrollen funktionieren und welche Bedeutung dabei Reproduktionsaufgaben spielen. Im letzten Kapitel, Mein eigenes Utopia, schildert sie ihren persönlich-biografischen Antrieb für diese Studie und nennt den Grund, warum sie auf Fotos ihrer Kindheit nie lächelt. Mann Borgese kommt unter anderem zu dem Schluss, dass Familien krisenhafte Arrangements sind, und resümiert – in utopischer Sicht: „Letzten Endes siegte immer die Kooperation über den Konflikt, der einen Mangel an Kooperation darstellt.“
Seit 1964 war Mann Borgese wissenschaftliche Assistentin von Robert Hutchins im kalifornischen Center for the Study of Democratic Institutions. Ab 1967 arbeitete Mann Borgese gegen die Verschmutzung und Überfischung der Weltmeere, konnte Hutchins von der Dringlichkeit dieses Themas überzeugen und legte 1968 einen Vorentwurf für eine Seerechtsverfassung vor.
Schon zwei Jahre später, 1970, im Jahr der Gründung des Club of Rome, in dem sie als einzige Frau Gründungsmitglied war, organisierte Mann Borgese die erste internationale Seerechtskonferenz, die in Malta stattfand.
Mann Borgese gründete 1972 das International Ocean Institute auf Malta und wurde dessen erste Direktorin. Außerdem rief sie die Unabhängige Weltkommission für Meere, eine Organisation mit UN-Beobachterstatus, ins Leben.
Die dritte UN-Seerechtskonferenz von 1974 befasste sich zentral mit den von Mann Borgese ins Gespräch gebrachten umweltpolitischen Aspekten. Ihr Buch Das Drama der Meere von 1975 wurde in dreizehn Sprachen übersetzt.
1978 nahm sie eine Gastprofessur an der kanadischen Dalhousie University in Halifax an, 1980 wurde sie dort an der Fakultät für Politikwissenschaften als Professorin für Internationales Seerecht berufen. Ebenfalls 1978 gründete Mann Borgese die wissenschaftliche Zeitschrift Ocean Yearbook und fungierte als langjährige Mitherausgeberin.
Das UN-Seerechtsübereinkommen von 1982 geht maßgeblich auf Mann Borgeses Arbeiten zurück.

## Breitenwirkung im deutschsprachigen Raum
In Deutschland wurde Elisabeth Mann Borgese einem breiten Publikum durch den Dokumentar-Spielfilm Die Manns – Ein Jahrhundertroman im Jahre 2001 bekannt, in dem sie erstmals, angeregt durch den Interviewer Heinrich Breloer, tiefe Einblicke in die Geschichte ihrer Familie gab.
In den 1990er Jahren regte Mann Borgese mit publizistischem Weitblick die Gründung einer deutschsprachigen Publikumszeitschrift zum Thema Meere an, wodurch mare. die Zeitschrift der Meere entstand, die seit 1999 monatlich erscheint.
Die meisten ihrer Bücher verfasste Mann Borgese auf Englisch, ebenso wie alle ihre wissenschaftlichen Arbeiten. Die deutsche Übersetzung ihrer populären Sachbücher erzielten teils hohe Auflagen und sind auch mehr als ein Jahrzehnt nach ihrem Tod weiterhin im Handel erhältlich.

## Ehrungen

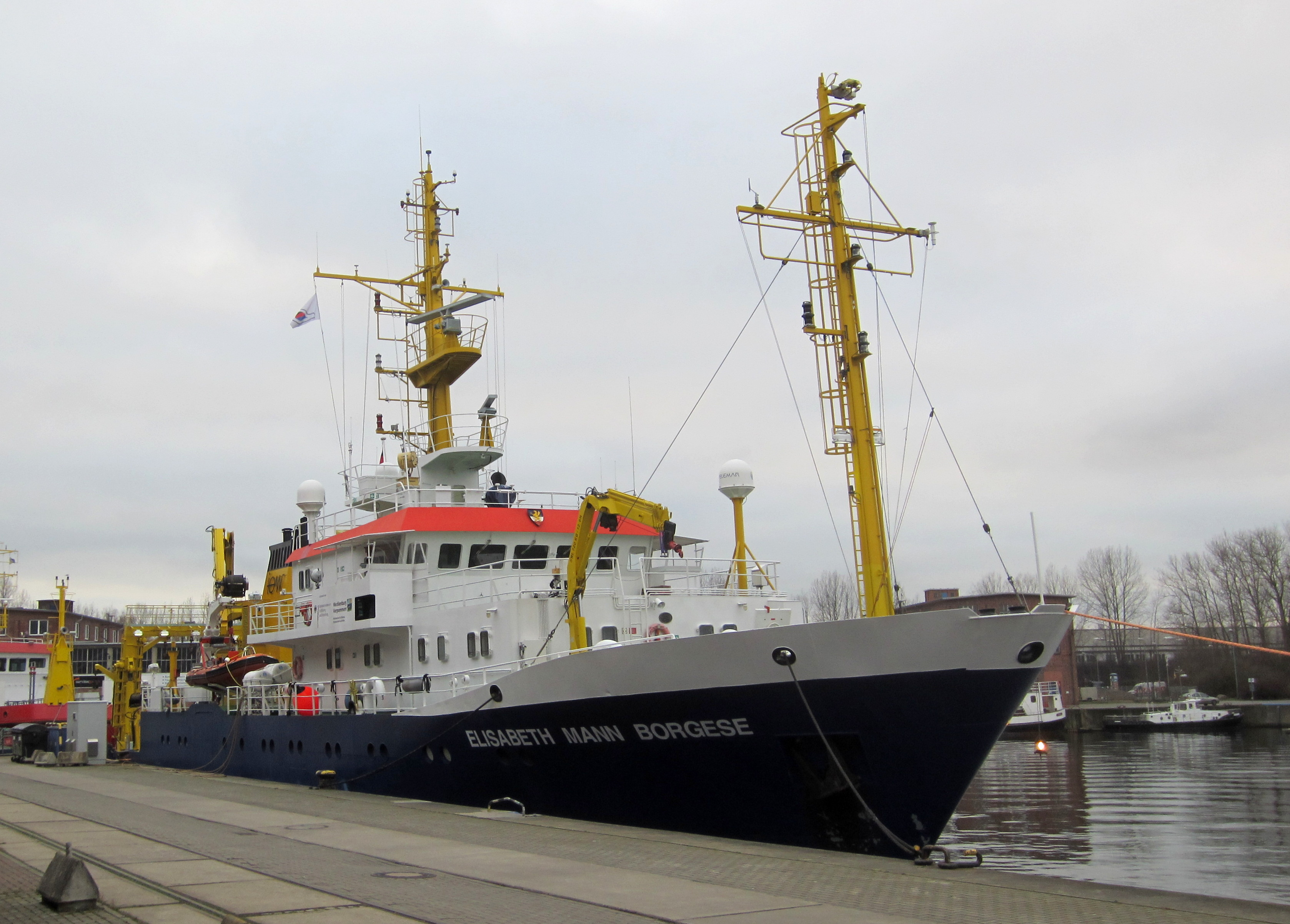
Das Forschungsschiff Elisabeth Mann Borgese in Rostock im Januar 2015

- Elisabeth-Mann-Borgese-Meerespreis, wurde von 2006 bis 2009 von der Landesregierung Schleswig-Holstein an herausragende Persönlichkeiten verliehen, die sich um den Schutz und Erhalt der Meere kümmern.
- „Elisabeth Mann Borgese“, wurde 2011 ein deutsches Forschungsschiff des Leibniz-Instituts für Ostseeforschung Warnemünde (IOW) benannt, das vorher unter dem Namen „Schwedeneck“ bei der Marine im Einsatz war.[13]
- Mann Borgese wurde im Jahr 2000 zum Ehrenmitglied der IUCN gewählt.[14]
- Mit dem Erstausgabetag 12. April 2018 gab die Deutsche Post AG anlässlich des 100. Geburtstags von Elisabeth Mann Borgese ein Postwertzeichen im Nennwert von 370 Eurocent heraus. Der Entwurf stammt von der Grafikerin Nicole Elsenbach aus Hückeswagen.
- 2004 wurde die Elisabeth-Mann-Borgese-Straße in München nach ihr benannt.[15]

## Werke (Auswahl)
Bücher
- To Whom it May Concern.
  - dt. Zwei Stunden. Geschichten am Rande der Zeit. Erzählungen. 1957.
- Ascent of Woman. 1963.
  - dt. Aufstieg der Frau – Abstieg des Mannes? List Verlag, München 1965.
- Wie man mit den Menschen spricht. 1965
- The Drama of the Oceans. 1975.
  - dt. Das Drama der Meere. S. Fischer, Frankfurt am Main 1977.
- Seafarm: The Story of Aquaculture. 1981
- Die Zukunft der Weltmeere. Ein Bericht für den Club of Rome. 1985.
- Der unsterbliche Fisch. Erzählungen. 1998.
- Mit den Meeren leben. Über den Umgang mit den Ozeanen als globaler Ressource. 1999.
- Wie Gottlieb Hauptmann die Todesstrafe abschaffte. Erzählungen. 2001.

Übersetzungen ins Englische
- Heinrich Schenker: Harmonielehre. [1906]. Englischer Titel: Harmony. Chicago University Press, Chicago 1954.

Wissenschaftliche Publikationen (Auswahl)
- mit Francois Bailet: Technology Cooperation and Transfer, Piracy and Armed Robbery at Sea: A Discussion Paper in Two Parts for UNICPOLOS II†. In: Ocean Yearbook online. 17/2003. DOI:10.1163/221160003X00186
- UNICPOLOS: The Second Session. In: Ocean Yearbook online. 16/2001. DOI:10.1163/221160002X00105
- Maxwell Bruce, O.C., QC (1920-2001): In Memoriam. In: Ocean Yearbook online. 16/2002. DOI:10.1163/221160002X00015
- UNICPOLOS: The First Session. In: Ocean Yearbook online. 16/2002. DOI:10.1163/221160002X00097
- The Crisis of Knowledge 1. In: Ocean Yearbook online. 15/2001. DOI:10.1163/221160001X00034
- Issues and Prospects: The Oceanic Circle. In: Ocean Yearbook online. 14/2000. DOI:10.1163/221160000X00053

Publizistische Arbeiten (Auswahl)
- Das gemeinsame Erbe der Menschheit. Zuerst in: mare. die Zeitschrift der Meere. Nr. 5, Dezember 1997, abgerufen am 25. Mai 2013.
- Wo tote Materie das Leben gebiert. Zuerst in: mare. die Zeitschrift der Meere. Nr. 13, April 1999, abgerufen am 25. Mai 2013.
- Was kommt hinter dem Horizont? Zuerst in: mare. die Zeitschrift der Meere. Nr. 16, Oktober 1999, abgerufen am 25. Mai 2013.

## Nachlass
Der schriftliche Nachlass von Elisabeth Mann Borgese liegt heute an zwei Orten:
2002 bis 2013 wurde ein Teil an die Bibliothek der Dalhousie University in Halifax übergeben. Der Schwerpunkt dieses persönlichen und beruflichen Teilnachlasses liegt in den Jahren ab 1969.
2025 übergibt die Tochter von Elisabeth Mann Borgese, Dominica Borgese, einen zweiten Teilnachlass mit über 5.000 Briefen an das Literaturarchiv der Monacensia im Hildebrandhaus.